# 42 (film)
42 is een Amerikaanse biografische dramafilm uit 2013 onder de regie van Brian Helgeland, geschreven door Brian Helgeland. Het verhaal hiervan gaat over Jackie Robinson, die in de jaren veertig de eerste Afro-Amerikaanse honkballer in de Major League Baseball werd.

## Rolverdeling
- Chadwick Boseman als Jackie Robinson
- Harrison Ford als Branch Rickey, de manager van de Brooklyn Dodgers die Robinson contracteerde.
- Nicole Beharie als Rachel Robinson
- Christopher Meloni - Leo Durocher
- Ryan Merriman - Dixie Walker
- Lucas Black - Pee Wee Reese
- Andre Holland - Wendell Smith
- Alan Tudyk - Ben Chapman
- Hamish Linklater - Ralph Branca
- T.R. Knight - Harold Parrott
- John C. McGinley - Red Barber
- Toby Huss - Clyde Sukeforth
- Max Gail - Burt Shotton
- Brad Beyer - Kirby Higbe
- James Pickens jr. - Mr. Brock